# NODAL
NODAL (англ. Nodal growth differentiation factor) – білок, який кодується однойменним геном, розташованим у людей на короткому плечі 10-ї хромосоми. Довжина поліпептидного ланцюга білка становить 347 амінокислот, а молекулярна маса — 39 561.
| 10         |  | 20         |  | 30         |  | 40         |  | 50         |
| ---------- |  | ---------- |  | ---------- |  | ---------- |  | ---------- |
| MHAHCLPFLL |  | HAWWALLQAG |  | AATVATALLR |  | TRGQPSSPSP |  | LAYMLSLYRD |
| PLPRADIIRS |  | LQAEDVAVDG |  | QNWTFAFDFS |  | FLSQQEDLAW |  | AELRLQLSSP |
| VDLPTEGSLA |  | IEIFHQPKPD |  | TEQASDSCLE |  | RFQMDLFTVT |  | LSQVTFSLGS |
| MVLEVTRPLS |  | KWLKHPGALE |  | KQMSRVAGEC |  | WPRPPTPPAT |  | NVLLMLYSNL |
| SQEQRQLGGS |  | TLLWEAESSW |  | RAQEGQLSWE |  | WGKRHRRHHL |  | PDRSQLCRKV |
| KFQVDFNLIG |  | WGSWIIYPKQ |  | YNAYRCEGEC |  | PNPVGEEFHP |  | TNHAYIQSLL |
| KRYQPHRVPS |  | TCCAPVKTKP |  | LSMLYVDNGR |  | VLLDHHKDMI |  | VEECGCL    |

A: Аланін

C: Цистеїн

D: Аспарагінова кислота

E: Глутамінова кислота

F: Фенілаланін

G: Гліцин

H: Гістидин

I: Ізолейцин

K: Лізин

L: Лейцин

M: Метіонін

N: Аспарагін

P: Пролін

Q: Глутамін

R: Аргінін

S: Серин

T: Треонін

V: Валін

W: Триптофан

Кодований геном білок за функціями належить до цитокінів, факторів росту, білків розвитку. 
Секретований назовні.